# Nueva Rosita, Coahuila
Nueva Rosita är en ort i Mexiko.   Den ligger i kommunen San Juan de Sabinas och delstaten Coahuila, i den centrala delen av landet, 1 000 km norr om huvudstaden Mexico City. Nueva Rosita ligger 391 meter över havet och antalet invånare är 36 642.
Terrängen runt Nueva Rosita är platt. Runt Nueva Rosita är det ganska glesbefolkat, med 28 invånare per kvadratkilometer. Närmaste större samhälle är Ciudad Sabinas, 13,6 km sydost om Nueva Rosita. Omgivningarna runt Nueva Rosita är i huvudsak ett öppet busklandskap.